# Alyscamps
De Alyscamps is een necropolis op enkele honderden meters afstand van het centrum van Arles. De oorsprong van de Alyscamps ligt in de Romeinse periode, maar er werd tot in de late middeleeuwen nog begraven.

## Geschiedenis
De term Alyscamps is het Provençaalse woord voor het Franse Champs Elysées (Latijn: Elisii Campi; Nederlands: Elysese velden), ofwel de verblijfplaats van de gelukzaligen. Net als elders in de Romeinse wereld werd ook in de stad Arles alleen maar buiten de bebouwde kom begraven, bij voorkeur langs uitvalswegen. Hier gaat het om de Romeinse Via Aurelia, die Arles verbond met enerzijds Italië en anderzijds Spanje. Rijke Romeinen lieten stenen grafkisten neerzetten langs deze weg, en deze traditie werd vrijwel zonder onderbreking voortgezet in de middeleeuwen. Een groot aantal sarcofagen staat nog steeds langs deze verder met bomen omzoomde weg, maar de mooiste grafkisten zijn terechtgekomen in het departementale Musée de l'Arles Antique. Aan het eind van de weg, bij een splitsing waar zich een compleet vroegchristelijk grafveld bevindt, ligt de nooit afgebouwde, romaanse kerk van de heilige Honoratus.
In de laat-Romeinse en vroegchristelijke tijd werden ook heilige mannen hier begraven, onder wie de heilige Genesius, die in 303 na Chr. werd onthoofd omdat hij weigerde christenen te vervolgen, en ook de vermoedelijk eerste bisschop van Arles, tevens de patroonheilige van de stad – de heilige Trophimus – vond hier aanvankelijk zijn laatste rustplaats. Het graf van de laatste werd in de 12e eeuw verplaatst naar een eigen kerk, die nog steeds de belangrijkste van Arles is, de kathedraal van Sint-Trophimus.

## Kunstenaars en les Alyscamps
Vincent van Gogh verbleef in de jaren 1888 en 1889 in Arles. Van hem zijn twee schilderijen bekend, die de Alyscamps als onderwerp hebben. Ook zijn vriend Paul Gauguin raakte geïnspireerd door deze bijzondere omgeving, en schilderde personen op een dijkje langs het afwateringskanaal dat langs de Alyscamps loopt. In de verte valt op dit laatste schilderij de toren van de Sint-Honoratuskerk te zien. Ook diverse schrijvers hebben zich laten inspireren door de Alyscamps, zoals Dante Alighieri (die deze plek specifiek noemt in het deel De Hel van zijn werk De goddelijke komedie), Ariosto in diens Orlando Furioso en ook Lawrence Durrell in diens boek Caesar’s Vast Ghost. Ook in Philip en de anderen van Cees Nooteboom spelen de Alyscamps een rol.

## Architectuur
De kerk van Sint-Honoratus op de Alyscamps is een romaanse kerk, die niet helemaal afgebouwd is: het grootste deel van het schip van de kerk ontbreekt. Wel afgebouwd zijn de toegangspoort tot het schip, het koor en het transept alsmede de crypte onder de kerk en enkele zijkapellen. In het rechterdeel van het transept staat een enorme sarcofaag, in een van de zijkapellen liggen onderdelen van grote Romeinse voorraadpotten (dolia).